# Marie-Octobre
Marie-Octobre is een Franse dramafilm uit 1959 onder regie van Julien Duvivier.

## Verhaal
In 1944 worden verschillende mensen bij elkaar gebracht om een tak van het verzet op te richten. Een van hen blijkt een verrader. Jaren later brengt Marie-Octobre hen weer samen om erachter te komen wie de verrader is.

## Rolverdeling
| Acteur            | Personage              |
| ----------------- | ---------------------- |
| Danielle Darrieux | Marie-Hélène Dumoulin  |
| Bernard Blier     | Julien Simoneau        |
| Robert Dalban     | Léon Blanchet          |
| Paul Frankeur     | Lucien Marinval        |
| Jeanne Fusier-Gir | Victorine              |
| Paul Guers        | Yves Le Guen           |
| Daniel Ivernel    | Robert Thibaud         |
| Paul Meurisse     | François Renaud-Picart |
| Serge Reggiani    | Antoine Rougier        |
| Noël Roquevert    | Étienne Vandamme       |
| Lino Ventura      | Carlo Bernardi         |